# Brüchlins
Brüchlins ist ein Ortsteil des oberschwäbischen Marktes Ottobeuren.

## Geografie

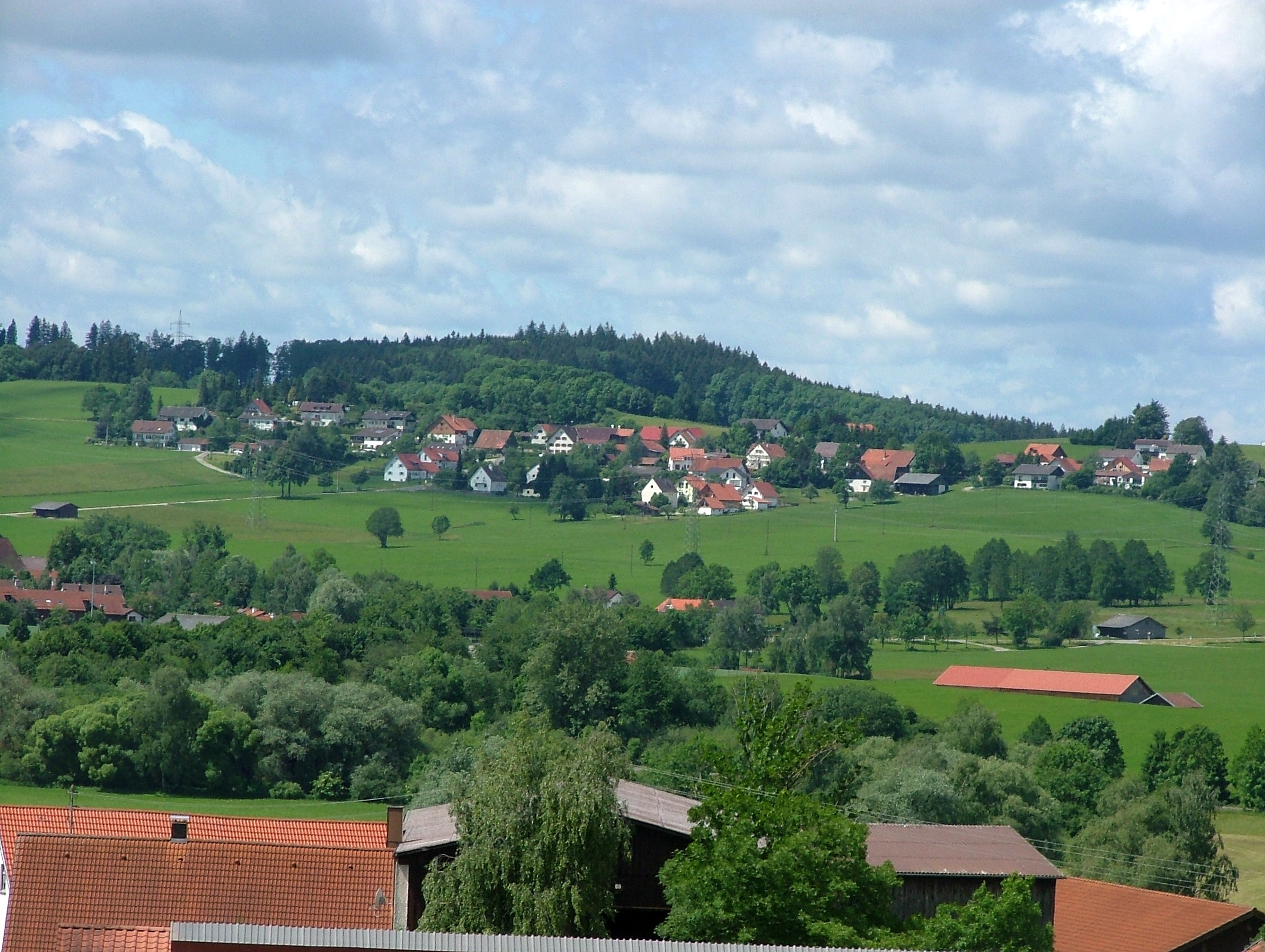
Brüchlins 2010

Brüchlins liegt etwa einen Kilometer westlich von Ottobeuren. Das Dorf ist durch eine Landstraße an den Hauptort angebunden und eingebettet in das Tal des Schinderbächleins zur Westlichen Günz und des Hungerbaches zu deren linkem Zufluss Krebsbach.

## Geschichte
Das Dorf wurde erstmals 1533 erwähnt und hieß früher Untermotzen. 1564 zählte der Ort 40 Einwohner. Die Einwohnerzahl stieg bis 1811 auf 73 und bis 1970 auf 100.